# Barrie & Jenkins
A Barrie & Jenkins foi uma pequena editora britânica formada em 1964 a partir da fusão das empresas Herbert Jenkins (fundada pelo escritor inglês Herbert George Jenkins) e Barrie & Rockliff (cujo diretor-gerente era Leopold Ullstein e cuja equipe editorial incluía John Bunting e John Patison). A própria Barrie & Rockcliff foi o resultado da fusão na década de 1950 da James Barrie Books, fundada em 1947 por James Barrie, cujo tio-avô e padrinho foi o dramaturgo JM Barrie, e da Rockliff Publishing Corporation, que era "conhecido por sua lista de teatros".
Um dos autores mais notáveis da Barrie & Jenkins foi PG Wodehouse, cujos títulos vieram do portfólio de escritores da Herbert Jenkins. O Grupo Barrie eventualmente compreenderia a Barrie & Rockliff, Cresset Press, Herbert Jenkins e a Hammond & Hammond.
A empresa teve uma curta história comercial e foi adquirida pela Hutchinson, que foi adquirida pela Century e depois pela Random House (agora propriedade da Bertelsmann).
A Barrie & Jenkins continua a existir como uma marca especializada, principalmente para edições de capa dura dentro da organização da Random House.